# Joža Horvat
Josip Joža Horvat (Kotoriba, 10. ožujka 1915. – Zagreb, 26. listopada 2012.), bio je hrvatski književnik, pripovjedač i putopisac.

## Životopis
Prvih deset godina života proveo je u Kotoribi. 
Studirao je pedagogiju, filozofiju i književnost u Zagrebu i radio kao tajnik Matice hrvatske. Bio je urednik Kola i časopisa Republika. Pisao je romane, pripovijetke, drame, filmske scenarije, novinske članke i radiodrame. Knjige su mu prevođene na ruski, poljski, češki, slovački, mađarski, bugarski, albanski, kineski, slovenski kao i na esperanto jezik.
Objavio roman Sedmi b (1939.), a tijekom i nakon Drugoga svjetskog rata pisao je duhovite crtice i pripovijesti o ratnom i mirnodobnom životu. 
Dva je puta, 1965. – 1967. i 1973. godine brodovima Besa i Modra lasta putovao je oko svijeta, što je postalo temom njegovih putopisa.
Najznačajnija su mu djela putopisi brodski dnevnik Besa (1973.) i Molitva prije plovidbe (1995.).
Napisao je i nekoliko komedija, drama i filmskih scenarija. 
Posljednjih godina života živio je u Zagrebu, ali značajni dio svojeg vremena provodio je i na imanju u Gorskom kotaru. Bez obzira na visoku dob, bio je vitalan i lucidan. 
U hrvatskoj povijesti ostat će zapamćen i kao prvi Hrvat koji je oplovio svijet športskim jedrenjakom (s njim je bila i posada: supruga Renata, prva Hrvatica koja je oplovila svijet, sin Marko, te Vladimir Hrlić). Plovidba je trajala 23 mjeseca, a brod je prošao rutu Kotor-Brindisi-Palermo-Cagliari-Alžir-La Garrucha-Gibraltar-Tanger-Rabat-Casablanca-Agadir-La Luz-Hierro-Fort de France-Tortuga-La Guaira-Panamski kanal-Galapagos-Makemo-Tahiti-Moorea-BoraBora-PagoPago-Apia-Port Vila-Port Moresby-Torresov tjesnac-Cocoanut-Dilly-Kupang-Banjuwangi-Džakarta-Singapur-Weh-Colombo-Cochin-Aden-Port Sudan-Marsa-Oseif-Sueski tjesnac-Rodos-Krf-Bari-Kotor.
Krajem 2005. godine objavio je memoare pod naslovom Svjedok prolaznosti, kao završno djelo u nizu njegovih izabranih djela. U toj knjizi opisao je svoj cjelokupni životni put, od rođenja i djetinjstva do odlaska u Zagreb, u partizane, kao i poslijeratni period u kojem je zbog svojega djela Ciguli Miguli bio označen kao neprijatelj Partije i nakratko uklonjen iz javnog života.
Svjedok prolaznosti prvi je put javno predstavljen 21. prosinca 2005. godine u Čakovcu. 

## Djela
- Sedmi be, Zagreb, 1939., (2. izd. Zagreb 1978., 3. izd. Zagreb, 1985., 4. izd. Zagreb, 2004.)
- Za pobjedu, Zagreb, 1945., (2. izd. Zagreb, 1946.)
- Sedam domobrana, Zagreb, 1946.
- Prst pred nosom, Zagreb, 1947., (2. izd. Zagreb, 1985.)
- Zapisi o smrti Petra Arbutine, Zagreb, 1948., (2. izd. 1951., 3. izd. - skraćeno - Zagreb 1977., 4. izd. Zagreb, 1985.)
- Zapisi, Zagreb, 1951.
- Rasprodaja savjesti, Beograd, 1957.
- Ni san ni java, Zagreb, 1958., (2. izd. Ни сон, ни иавь, Moskva, 1970., 3. izd. Posliedky za jelenom škodnikom, Bratislava, 1971., 4. izd. Crvena lisica, Zagreb, 1985., 5. izd. Zagreb, 1985., 6. izd. Zagreb, 1999.)
- Abeceda ludih želja, Zagreb, 1960.
- Mačak pod šljemom, Zagreb, 1962., (2. izd. Novi Sad, 1964., 3. izd. Maček s čelado, Ljubljana, 1966., 4. izd. Zagreb, 1968., 5. izd. Sisakos kanduri, Budimpešta, 1969., 6. izd. Zagreb, 1977., 7. izd. Zagreb, 1985., 8. izd. Zagreb, 1989., 9. izd. Zagreb, 2003.)
- Besa, Zagreb, 1973., (2. izd. Nad brezni oceanov, Ljubljana, 1976., 3. izd. Zagreb, 1981., 4. izd. Besa - dziennik podrózy, Gdanjsk, 1981., 5. izd. Zagreb, 1985., 6. izd. Zagreb, 1986., 7. izd. Zagreb, 1987., 8. izd. Zagreb 1996., 9. izd. Besa, Koraben dnevnik, Sofija, 2005., 10. izd. Zagreb, 2005.)
- Izabrana djela, PSHK. MH-Zora, Zagreb, 1977.
- Operacija "Stonoga", Zagreb, 1982., (2. izd. Zagreb 1985., 3. izd. Operacija stonoška, Bratislava, 1987., 4. izd. Zagreb, 1988., 5. izd. Zagreb, 1993., 6. izd. Zagreb, 2003.)
- Waitapu, Zagreb, 1984., (2. izd. Zagreb, 1984., 3. izd. Zagreb, 1985., 4. izd. Zagreb, 1985., 5. izd. Ljubljana, 1986., 6. izd. Zagreb, 1989., 7. izd. Wajtapu - esperanto - Zagreb, 1989., 8. izd. Zagreb, 1993., 9. izd. Wuppertal, 1995., 10. izd. Zagreb, 1999., 11. izd. Zagreb, 2003.)
- Izabrana djela, Mladost Zagreb, 1985.
- Ciguli Miguli, Zagreb, 1989.
- Molitva prije plovidbe, Zagreb, 1995., (2. izd. Zagreb, 1999., 3. izd. Zagreb, 2003.)
- Dupin Dirk i "Lijena kobila", Zagreb, 1997., (2. izd. Zagreb, 2004.)
- Zvjezdane dubine, Zagreb, 1999.
- Svjetionik, Zagreb, 2000.
- Izabrana djela, Neretva, Zagreb, 2003.
- Svjedok prolaznosti, Zagreb, 2005.

### Prijevodi
Njegov roman za mlade Waitapu preveden je i na kineski (prijevod Hua Guozhua) kao Wakajtapu. Prijevod na kineski išao je preko esperantskog prijevoda.

## Nagrade, odličja i priznanja
- 1961. – Odličje od Josipa Broza Tita: orden rada – Crvena zastava.
- 1970. - Nagrada Saveza novinara Jugoslavije za poseban doprinos u razvoju novinarstva.
- 1964. - Nagrada grada Zagreba za roman Mačak pod šljemom.
- 1975. – Odličje od Josipa Broza Tita: orden republike sa zlatnim vijencem za naročite zasluge na području javne djelatnosti
- 1976. - Nagrada Večernjeg lista za kratku priču, za priču Promašaj.
- 1978. - Nagrada Vladimir Nazor za životno djelo.
- 1982. - Nagrada Grigor Vitez za roman Operacija "Stonoga".
- 1983. - Nagrada Politikina zabavnika za roman Operacija "Stonoga".
- 1984. - Nagrada Grigor Vitez za roman Waitapu.
- 1984. - Nagrada mlado pokolenje za roman Waitapu.
- 1985. - Nagrada Ivana Brlić Mažuranić za roman Waitapu.
- 1985. - Nagrada Kurirček za roman Waitapu.
- 1986. - Nagrada Večernjeg lista za kratku priču, za priču Kišobran.
- 2000. - Međunarodno priznanje za dječju književnost Časna lista IBBY za roman Dupin Dirk i "Lijena kobila".
- 2000. - Nagrada "Zrinski" Međimurske županije za životno djelo.
- 2005. - Za iznimni doprinos u književnosti i kulturi, prigodom 90. obljetnice života, dobio odličje Reda Danice hrvatske s likom Marka Marulića.
- 2006. - Nagrada grada Zagreba
- 2012. - Priznanje za promicanje pomorske kulture (posmrtno)[13]

## Spomen
- Osnovna škola u njegovoj rodnoj Kotoribi 2013. godine nazvana je po njemu, Osnovna škola Jože Horvata Kotoriba.[14]
- Godine 2015. na zagrebačkoj kući Jesenski u kojoj je Joža Horvat živio i stvarao od 1948. godine do smrti postavljena mu je spomen-ploča (rad akademskog kipara Koste Kostova).[15]
- U spomen na Jožu i njegovu suprugu Renatu od 2017. godine organizira se regata "Kup Renate i Jože Horvat".[16]

## Vanjske poveznice
- Posljednji intervju Renate Horvat, supruge i vjerne suputnice velikog moreplovca Jože, telegram.hr, 18. veljače 2016.
- Mario Friščić, Knjižnica i čitaonica Kotoriba i ostavština Jože Horvata: diplomski rad, Zagreb, 2018., darhiv.ffzg.unizg.hr